# Municipio de Fronteras
El Municipio de Fronteras es uno de los 72 municipios que conforman el estado mexicano de Sonora. Se encuentra localizado al noreste de la entidad en la zona baja de la Sierra Madre Occidental. Su cabecera municipal es el pueblo de Fronteras mientras que su localidad más habitada es Esqueda, otras localidades importantes son: Turicachi, Cuquiárachi, Kilómetro Cuarenta y Siete y Adolfo Ruíz Cortínez. Fue decretado como municipio independiente el 20 de mayo de 1931 por decreto de la Ley n.º 88.
Según el Censo de Población y Vivienda realizado en 2020 por el Instituto Nacional de Estadística y Geografía (INEGI), el municipio tiene un total de 9041 habitantes y posee una superficie de 2616,4 km². Su producto interno bruto per cápita es de USD 11,591 y su índice de desarrollo humano (IDH) es de 0.7076. Como a la mayoría de los municipios de Sonora, el nombre se le dio por su cabecera municipal.

## Geografía
El municipio tiene una extensión territoriaal de 2 618.84 kilómetros cuadrados que representan un 1.45% de la extensión total del estado de Sonora. Se encuentra localizado en la zona noreste del estado, en las estribaciones de la Sierra Madre Occidental y muy cercano a la Frontera entre Estados Unidos y México. Sus coordenadas geográficas extremas son 30° 31' - 31° 08' de latitud norte y 109° 19' - 110° 03' de longitud oeste y su altitud se encuentra entre un máximo de 2 600 y un mínimo de 800 metros sobre el nivel del mar.
Los límites del territorio municipal corresponden al norte con el municipio de Naco, al noreste y este con el municipio de Agua Prieta, al sureste y sur con el municipio de Nacozari de García y al suroeste y oeste con el municipio de Bacoachi, finalmente al noroeste con el municipio de Cananea.

## Demografía
De acuerdo a los resultados del Censo de Población y Vivienda realizado en 2020 por el Instituto Nacional de Estadística y Geografía, la población total del municipio de Fronteras asciende a 9041 personas.

### Localidades
En el municipio se encuentran un total de 71 localidades, las principales y su población en 2020 son las siguientes:
| Localidad                  | Población |
| Total Municipio            | 9 041     |
| Esqueda                    | 7 240     |
| Fronteras                  | 806       |
| Turicachi                  | 471       |
| Kilómetro Cuarenta y Siete | 96        |
| Alfonso Ruíz Cortinez      | 90        |
| Cuquiarachi                | 87        |
| La Reforma                 | 43        |

## Política
El gobierno del municipio de Fronteras se encuentra a cargo de su ayuntamiento. Éste se encuentra integrado por el presidente Municipal, un síndico y el cabildo conformado por un total de cinco regidores, siendo electos tres por el principio de mayoría relativa y dos por el principio de representación proporcional. Todos los integrantes del ayuntamiento son electos mediante voto universal, directo y secreto por un periodo de tres años renovable para otro término inmediato. 

### Representación legislativa
Para la elección de diputados locales al Congreso de Sonora y de diputados federales a la Cámara de Diputados federal, el municipio de Fronteras se encuentra integrado en los siguientes distritos electorales:
Local:
- Distrito electoral local de 7 de Sonora con cabecera en Agua Prieta.[5]

Federal:
- Distrito electoral federal 2 de Sonora con cabecera en Nogales.[6]